# Курты
Курты (каз. Күрті; устар. Куртты) — река в Казахстане, протекает по Алматинской области. Последний, левый приток реки Или. Длина реки — 123 км, площадь водосборного бассейна — 12 500 км².
Курты берёт начало при слиянии реки Аксенгир и реки Узын-Каргалы. Впадает в Или. Используется для орошения. Расход воды у Ленинского моста — около 4 м³/с.
На реке создано Куртинское водохранилище, принятое в эксплуатацию в 1967 году. Объём запасаемой воды — 120 млн м³. Площадь — 8,3 км². Высота над уровнем моря — 558,4 м.
Название Курты переводится с монгольского как «долина с обрывами».
В окрестностях водохранилища весной можно увидеть цветение тюльпанов Регеля и маков. В окрестностях водохранилища были найдены останки мезозойских рептилий. На скалах вдоль водохранилища можно найти петроглифы эпохи бронзы и раннего железа.